# Taupo International Motorsport Park

Mapa del circuito de Taupo

Bruce McLaren Motorsport Park, anteriormente Taupo Motorsport Park, es un autódromo ubicado en la ciudad de Taupo, región de Waikato, Nueva Zelanda. Albergó una carrera del A1 Grand Prix en enero de 2007 y 2008 y 2009. Actualmente es utilizado por las principales categorías neozelandesas de automovilismo.
Pertenece y es operado por MIT Development Ltd. Inaugurado con un trazado de 1.400 metros de longitud, Taupo fue remodelado en 2006 para recibir la certificación Grado 2 de la FIA. Para ello, se añadió una extensión al circuito que generó nuevas configuraciones de 3.500, 3.400 y 2.200 metros y un picódromo de 830 metros de largo por 17 de ancho. Es considerada como la mejor instalación de su tipo en Australasia. Cuenta con instalaciones de formación de conductores y un parque para empresas del deporte motor. El proyecto del circuito de Taupo recibió el Premio de Plata por la Asociación de Ingenieros Consultores de Nueva Zelanda, alabando la alta calidad de la entrega del proyecto.